# Kanton Marck
Der Kanton Marck ist seit 2015 ein französischer Wahlkreis im Arrondissement Calais, im Département Pas-de-Calais und in der Region Hauts-de-France; sein Hauptort ist Marck. 

## Gemeinden
Der Kanton besteht aus 16 Gemeinden mit insgesamt 38.655 Einwohnern (Stand: 1. Januar 2022) auf einer Gesamtfläche von 251,50 km²:
| Gemeinde            | Einwohner 1. Januar 2022 | Fläche km² | Dichte Einw./km² | Code INSEE | Postleitzahl |
| ------------------- | ------------------------ | ---------- | ---------------- | ---------- | ------------ |
| Audruicq            | 5.349                    | 14,44      | 370              | 62057      | 62370        |
| Guemps              | 1.092                    | 15,89      | 69               | 62393      | 62370        |
| Marck               | 10.468                   | 31,55      | 332              | 62548      | 62730        |
| Muncq-Nieurlet      | 683                      | 11,44      | 60               | 62598      | 62890        |
| Nortkerque          | 1.753                    | 13,19      | 133              | 62621      | 62370        |
| Nouvelle-Église     | 709                      | 9,07       | 78               | 62623      | 62370        |
| Offekerque          | 1.288                    | 13,37      | 96               | 62634      | 62370        |
| Oye-Plage           | 5.716                    | 33,86      | 169              | 62645      | 62215        |
| Polincove           | 874                      | 4,75       | 184              | 62662      | 62370        |
| Recques-sur-Hem     | 671                      | 5,41       | 124              | 62699      | 62890        |
| Ruminghem           | 1.607                    | 13,89      | 116              | 62730      | 62370        |
| Saint-Folquin       | 2.339                    | 17,95      | 130              | 62748      | 62370        |
| Saint-Omer-Capelle  | 1.100                    | 10,69      | 103              | 62766      | 62162        |
| Sainte-Marie-Kerque | 1.715                    | 18,47      | 93               | 62756      | 62370        |
| Vieille-Église      | 1.496                    | 21,12      | 71               | 62852      | 62162        |
| Zutkerque           | 1.795                    | 16,41      | 109              | 62906      | 62370        |
| Kanton Marck        | 38.655                   | 251,50     | 154              | 6234       | –            |